# هان جي-وون
هان جي-وون (هانغل: 한지원) هو لاعب كرة قدم كوري جنوبي في مركز الوسط، ولد في 9 أبريل 1994 في كوريا الجنوبية. لعب مع تشونام دراغونز.

## وصلات خارجية
- هان جي-وون على موقع دوري كوريا الجنوبية (الإنجليزية)
- هان جي-وون على موقع قاعدة بيانات كرة القدم.إي يو (الإنجليزية)
- هان جي-وون على موقع Soccerway.com (الإنجليزية)